# Petras Geniušas

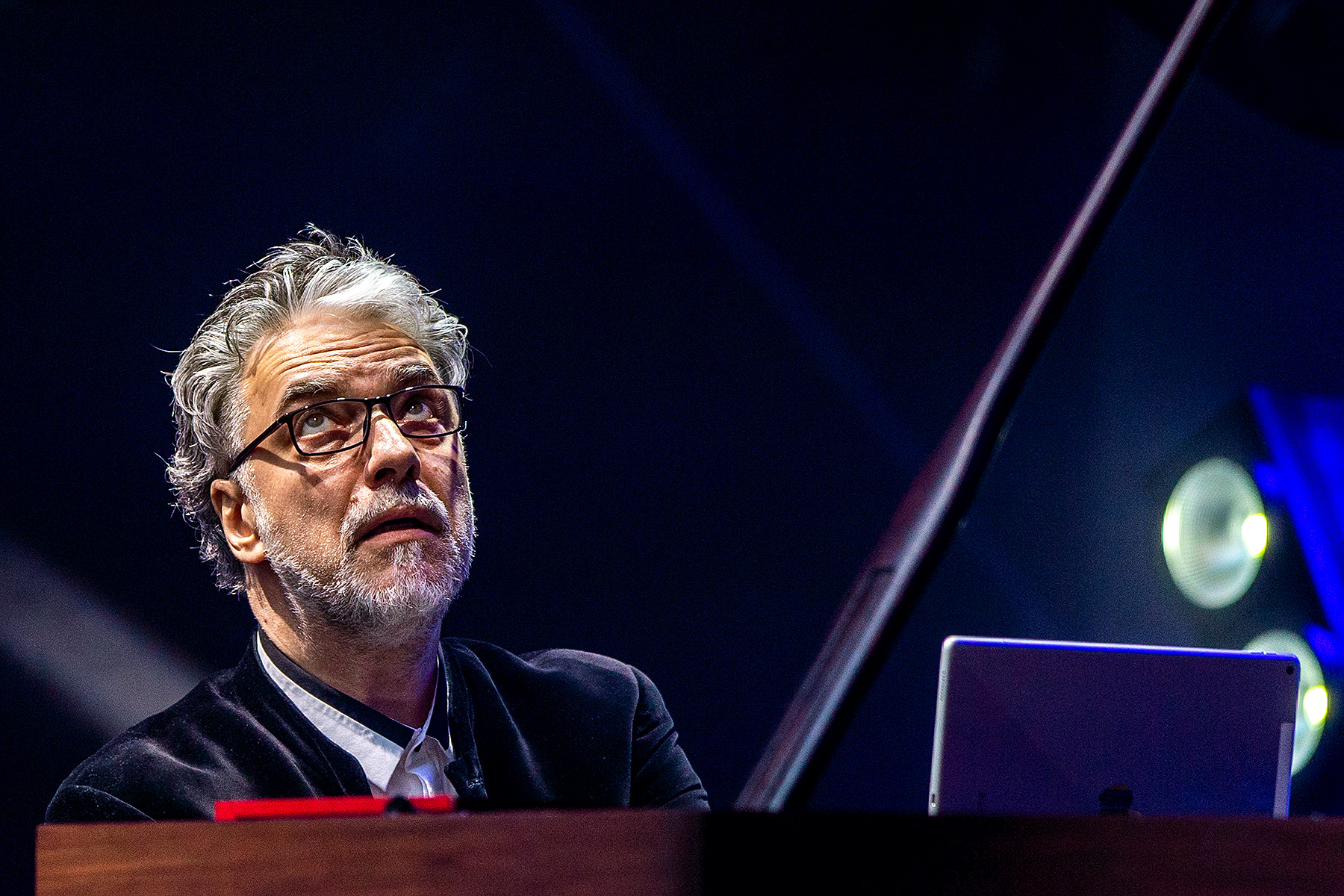

Petras Geniušas (Vílnius, 6 de febrer del 1961) és un pianista lituà. Va néixer en una família de músics i va estudiar primer a Vílnius i després al Conservatori de Moscou tenint com a principal professora de piano na Vera Gornostàieva.
Durant la seva carrera ha treballat amb compositors com Alfred Schnittke, Bronius Kutavicius, Osvaldas Balakauskas i Leonid Desiatnikov. Alguns li han dedicat algunes de les seves obres. Com a professor, ha impartit classes a Tòquio i Osaka, a les Swedish-Baltic Master Classes de l'Acadèmia Bàltica i a la Royal Academy of Music de Londres. Geniusas té càrrecs docents permanents a l'Acadèmia Lituana de Música i Teatre i a la Fundació de Música Yamaha a Tòquio. Va rebre el Premi Nacional de Lituània de l'any 1992 per les seves habilitats concertístiques.